# Marinus Frederik Andries Gerardus Campbell

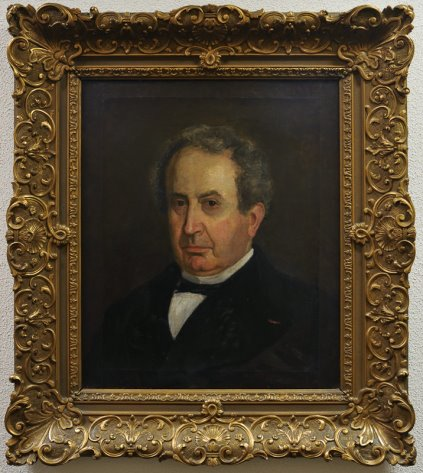
Campbell op een portret van Isaac Israëls uit 1879

Dr. Marinus Fredrik Andries Gerardus (Marijn) Campbell (Kampen, 15 oktober 1819 - 's-Gravenhage, 2 april 1890) was bibliothecaris van de Koninklijke Bibliotheek (Nederland) en daarmee hoofdbestuurder van Museum Meermanno-Westreenianum.

## Biografie
Marinus Campbell werd geboren in Kampen als zoon van 1e luitenant Robert Campbell, die daar in garnizoen lag, en Alieda Brouwer. Toen hij tien jaar was, in 1829, werd zijn vader overgeplaatst naar 's-Gravenhage. Op 15-jarige leeftijd trad Campbell in dienst bij de Haagse uitgever Cornelis Soetens, destijds uitgever van enkele belangrijke tijdschriften zoals het Wetenschappelijk Maandschrift. Campbell was in 1858 getrouwd met Catharina Margaretha Schmit (een schoonzuster van de kunstschilder Paul Tétar van Elven) en hertrouwde na haar overlijden in 1859 in 1861 met de in Buitenzorg op Java geboren Pauline Guyot, een buitenechtelijke dochter van Paul Charles Guillaume Guyot, wethouder van Den Haag, en van Noersia. Met haar kreeg hij een zoon en twee dochters. 
Vanaf 1838 werkte hij bij de Koninklijke Bibliotheek, eerst als vrijwilliger, later als kopiist. In 1844 werd hij benoemd tot amanuensis en drie jaar later tot onderbibliothecaris, onder zijn zwager Johannes Willem Holtrop. Met zijn zwager werkte hij vanaf 1849 aan de inventarisatie van de in 1848 gelegateerde bibliotheek van W.H.J. baron van Westreenen van Tiellandt, die de grondslag vormt voor het museum Meermanno-Westreenianum. In dat jaar werd volgens de bepalingen van het testament van Van Westreenen, een custos voor Museum Meermanno-Westreenianum aangesteld in het eveneens gelegateerde huis aan de Prinsessegracht. Deze werd belast met het dagelijks toezicht. Toen Holtrop in 1857 besliste dat de eerste custos, Janus Zuijderveldt, niet langer in staat was om die taak naar behoren uit te voeren, werd Campbell als zijn waarnemer aangewezen. Nadat zijn voorganger was vertrokken, verhuisde Campbell naar de Prinsessegracht. Zo lang Zuijderveldt nog leefde betrof dit een onbezoldigde aanstelling. Op 1 januari 1864 werd zijn aanstelling als custos van Meermanno officieel.
Per 1 januari 1869 werd Campbell benoemd tot bibliothecaris van de Koninklijke Bibliotheek, als opvolger van zijn zwager Holtrop. Uit hoofde van die functie werd hij ook hoofdbestuurder van Meermanno en moest hij zijn functie als custos neerleggen. Daarop benoemde hij Holtrop als zijn opvolger.
Op de Koninklijke Bibliotheek werd Campbell door Holtrop nauw betrokken bij de catalogiseerwerkzaamheden. Holtrop wijdde hem ook in in de kennis van het oude boek. Dit leidde tot de bibliografie van de Nederlandse incunabelen, Annales de la typographie néerlandaise au XVe siècle. De Koninklijke Bibliotheek maakte een goede periode door onder Campbell's bibliothecariaat. Hij heeft ervoor gezorgd dat het budget voor de aankoop van boeken vervijfvoudigd werd tot ƒ 20.000 in 1878, en regelde dat niet meer voor elke aanschaf toestemming van de minister moest worden gevraagd. Tijdens zijn ambtsperiode werden enkele belangrijke bibliotheken binnengehaald. In januari 1872 werd de belangrijke collectie ‘Spinozana’ van dr. Antonius van der Linde aagekocht en vier jaar later zijn schaakbibliotheek. In 1877 werd vervolgens de omvangrijke bibliotheek van prof. Johan de Wal verworven. Dit zorgde voor plaatsgebrek zodat hij ook gedaan kreeg dat het belendende pand kon worden aangekocht. Campbell overleed na een kort ziekbed op 70-jarige leeftijd, terwijl hij nog steeds in functie was. Omdat hij een groot voorstander was van crematie, werd zijn lijk naar Gotha overgebracht om te worden gecremeerd.
In februari 1875 kreeg Campbell bij het 300-jarig bestaan van de Universiteit Leiden een eredoctoraat.